# Central Coast Mariners Football Club 2022-2023
Questa voce raccoglie le informazioni riguardanti il Central Coast Mariners Football Club nelle competizioni ufficiali della stagione 2022-2023

## Rosa
| N. |                          | Ruolo | Calciatore        |
| -- | ------------------------ | ----- | ----------------- |
| 2  | Australia (bandiera)     | D     | Thomas Aquilina   |
| 4  | Australia (bandiera)     | C     | Joshua Nisbet     |
| 6  | Australia (bandiera)     | C     | Maximilien Balard |
| 7  | Australia (bandiera)     | C     | Samuel Silvera    |
| 9  | Scozia (bandiera)        | A     | Jason Cummings    |
| 10 | Brasile (bandiera)       | A     | Matheus Moresche  |
| 11 | Francia (bandiera)       | C     | Béni N'Kololo     |
| 13 | Australia (bandiera)     | C     | Harrison Steele   |
| 14 | Australia (bandiera)     | A     | Garang Kuol       |
| 15 | Nuova Zelanda (bandiera) | D     | Storm Roux        |
| 18 | Australia (bandiera)     | D     | Jacob Farrell     |
| 20 | Australia (bandiera)     | P     | Danny Vukovic     |
| 21 | Australia (bandiera)     | A     | Michael Ruhs      |
| 22 | Australia (bandiera)     | D     | Cameron Windust   |

| N. |                      | Ruolo | Calciatore         |
| -- | -------------------- | ----- | ------------------ |
| 23 | Figi (bandiera)      | D     | Daniel Hall        |
| 24 | Turchia (bandiera)   | P     | Yaren Sözer        |
| 25 | Australia (bandiera) | D     | Nectarios Triantis |
| 33 | Australia (bandiera) | C     | Harry McCarthy     |
| 38 | Australia (bandiera) | D     | Jakob Cresnar      |
| 40 | Australia (bandiera) | P     | Ricardo Rizzo      |
| 46 | Australia (bandiera) | C     | Dor Jok            |
| 50 | Australia (bandiera) | P     | Lawrence Caruso    |
| 90 | Ghana (bandiera)     | A     | Paul Ayongo        |
| 98 | Brasile (bandiera)   | C     | Marco Túlio        |
|    | Vanuatu (bandiera)   | D     | Brian Kaltack      |
|    | Australia (bandiera) | A     | Damian Tsekenis    |
|    | Australia (bandiera) | A     | Manyluak Aguek     |
|    | Australia (bandiera) | D     | Sasha Kuzevski     |